# غزو (مسلسل)
غزو (بالإنجليزية: Invasion)‏ هو مسلسل خيال علمي أمريكي قادم من تأليف سيمون كينبرج وبطولة سام نيل،غلشيفته فراهاني وكاتسوما شينوري. تم عرض المسلسل على أبل تي في + يوم 22 أكتوبر 2021. في ديسمبر 2021 ، تم تجديد المسلسل لموسم ثانٍ.